# Вікно в літо (фільм)
«Вікно в літо»  — фільм знятий у 2011 році. У головних ролях Ніна Госс та Марк Вашке

## Зміст
Юліана любить Аугуста і намагається насолодитися кожною миттю, проведеною з коханим. Вони направляються до Фінляндії, до її батька, і дівчина відчуває задоволення від майбутніх літніх канікул: це її улюблена пора року. Єдине, що обтяжує Юліану, і буде обтяжувати вже до кінця життя — недавня загибель найближчої подруги Емілі. Заснувши в придорожньому готелі на плечі у Аугуста, вона прокидається в квартирі, де жила задовго до того. Інша пору року, інший будинок, інший — некоханий — чоловік. Вона ще навіть не знайома з Аугусто. Юліана приходить в жах, зрозумівши, скільки часу їй доведеться прожити до зустрічі з коханим. Однак потім їй в голову приходить рятівна думка: можливо, якщо змінити хід подій, їй вдасться запобігти загибелі подруги, яка ще тільки має статися. Але чи не розійдеться вона тоді в майбутньому і з найбільшим коханням свого життя?

## Ролі
| Актор             | Роль           |
| ----------------- | -------------- |
| Ніна Госс         | -              |
| Марк Вашке        | -              |
| Фрітці Хаберландт | -              |
| Ларс Айдінгер     | Філіпп Гобрехт |
| Лассе Стейделманн | -              |
| Сюзанна Вольф     | -              |
| Барбара Філип     | -              |
| Барбара Шніцлер   | -              |
| Ернст Штьоцнер    | -              |
| Майк Адлер        | -              |

## Знімальна група
- Режисер — Хендрік Хандльогтен
- Сценарист — Хендрік Хандльогтен, Ханнелоре Валенчак
- Продюсер — Марія Копф, Ганна Евен, Лііза Пенттіла
- Композитор — Тімо Хієтала